# آيرون هارت (مسلسل)
آيرون هارت (بالإنجليزية: Ironheart) هو مسلسل قصير أمريكي من إنتاج استوديوهات مارفل عبر علامتها "تلفزيون مارفل" بالتعاون مع شركة "بروكسيميتي ميديا"، أنشأته الكاتبة تشيناكا هودج لصالح منصة "ديزني+". يستند المسلسل إلى شخصية "آيرون هارت" من قصص مارفل المصورة، ويُعد المسلسل الرابع عشر ضمن عالم مارفل السينمائي (MCU). تقع أحداث المسلسل بعد فيلم النمر الأسود: واكاندا للأبد (2022)، ويتتبع قصة الطالبة ريري ويليامز من معهد ماساتشوستس للتكنولوجيا، التي تعود إلى شيكاغو لتكتشف أسرارًا تقود إلى صراع بين التكنولوجيا والسحر.
تؤدي دومينيك ثورن دور البطولة مجددًا بشخصية ريري ويليامز / آيرون هارت، بعد ظهورها الأول في فيلم واكاندا للأبد، ويشاركها البطولة كل من أنثوني راموس، ليريك روس، ماني مونتانا، ماثيو إيلام، أنجي وايت، جيم راش، إريك أندريه، كري سامر، سونيا دينيس، شيا كولي، زوي تيرايكس، شاكيـرا بّاريرا، وألدن إرينريك. أُعلن عن المسلسل في ديسمبر 2020، بالتزامن مع تأكيد مشاركة ثورن، وانضمت هودج للعمل على السيناريو في أبريل 2021. لاحقًا، انضم سام بيلي وأنجيلا بارنز لإخراج الحلقات في أبريل 2022، بينما كُشف عن معظم طاقم التمثيل خلال فبراير من العام نفسه. بدأ التصوير الرئيسي للمسلسل في استوديوهات "تريليث" بمدينة أتلانتا، جورجيا في يونيو 2022، قبل أن ينتقل الإنتاج إلى مدينة شيكاغو في أواخر أكتوبر، حيث اختُتم التصوير في أوائل نوفمبر.
عُرضت الحلقات الثلاث الأولى من مسلسل آيرون هارت لأول مرة على منصة ديزني+ في 24 يونيو 2025، وتبعتها الحلقات الثلاث المتبقية في 1 يوليو. يمثّل المسلسل خاتمة المرحلة الخامسة من عالم مارفل السينمائي. وقد حظي عمومًا بتقييمات إيجابية من النقاد، إلا أنه تعرّض لحملة مراجعات سلبية منظمة قُبيل عرضه الرسمي.

## لمحة
بعد أحداث فيلم النمر الأسود: واكاندا للأبد (2022)، تعود الطالبة ريري ويليامز، التي تدرس في معهد ماساتشوستس للتكنولوجيا، إلى مسقط رأسها في مدينة شيكاغو. هناك، تتورط في صراع غامض مع باركر روبينز، المعروف بلقب "ذا هود"، وتكتشف أسرارًا تقودها إلى مواجهة تجمع بين قوى التكنولوجيا وقوى السحر، مما يضعها على طريق محفوف بالمخاطر والمغامرات.

## طاقم التمثيل

### الممثلون الرئيسيون
- دومينيك ثورن في دور ريري ويليامز / آيرون هارت: طالبة في معهد ماساتشوستس للتكنولوجيا ومخترعة عبقرية من شيكاغو، قامت بتصميم بدلة مدرعة تضاهي بدلة توني ستارك / آيرون مان.
- أنثوني راموس في دور باركر روبينز / ذا هود: زعيم عصابة متحالف مع ريري، يرتدي قلنسوة تمنحه القدرة على استخدام السحر والفنون السوداء.
- ليريك روس في دور ناتالي واشنطن، والذكاء الاصطناعي ناتالي: ناتالي هي أفضل صديقة لريري والتي توفيت، تقوم ريري بتحويل ذكراها إلى مساعد ذكي (AI) داخل البدلة يحمل اسم ناتالي، اختصارًا لـ: "الكيان الاستخباراتي المخبري المستقل تقنيًا وعصبيًا".
- ماثيو إيلام في دور زاڤيير واشنطن: صديق وجار ريري، وشقيق ناتالي.
- أنجي وايت في دور روني ويليامز: والدة ريري.
- جيم راش في دور الأستاذ ويلكس: أستاذ في معهد معهد ماساتشوستس للتكنولوجيا.
- إريك أندريه في دور ستيوارت كلارك / رامبيج: خبير تقني وعضو في عصابة روبينز.
- سونيا دينيس في دور كلون: خبيرة ألعاب نارية وعضو في العصابة.
- شيا كولي في دور سلاغ: قرصان معلومات من "مادريبور" وعضو في العصابة، ومغني دراغ سابق يسعى لإعادة توزيع الثروة من النخبة إلى مجتمع شيكاغو.
- زوي تيرايكس في دور جيري بلاد: عضو في العصابة وشقيق روز.
- شاكيـرا بّاريرا في دور روز بلاد: عضوة في العصابة وشقيقة جيري.
- كري سامر في دور مادلين ستانتون: صديقة روني ويليامز ووالدة زيلما.
- ألدن إرينريك في دور إزيكييل "زيك" ستين: متخصص في أخلاقيات التكنولوجيا، وهو ابن أوباديا ستين، خصم توني ستارك السابق. يعيش متخفيًا تحت اسم "جو ماكغيلكودي".
- ساشا بارون كوهين في دور ميفيستو: كيان شيطاني من بُعد آخر، وهو من منح "روبينز" القلنسوة في الأصل.

### الممثلون الإضافيون
- هاربر أنثوني في دور لاندون: طفل في الشارع يؤدي مهام بسيطة لريري مقابل المال.
- ريجان أليا في دور زلما ستانتون: صديقة ريري وابنة مادلين التي تمارس فنون السحر.
- لارويس هوكينز في دور غاري ويليامز: زوج أم ريري المتوفى.
- بول كالديرون في دور آرثر روبينز: المدير التنفيذي لشركة "آرتووركس" ووالد "باركر".

## الحلقات
| ر. الإجمالي | العنوان                             | المخرج       | الكاتب                        | تاريخ العرض الأصلي |
| --- | ----------------------------------- | ------------ | ----------------------------- | ------------------ |
| 1 | «خذني إلى الديار»                   | سام بيلي     | تشيناكا هودج                  | 24 يونيو 2025      |
| ترفض إدارة معهد ماساتشوستس للتكنولوجيا طلب ريري ويليامز لتمديد منحتها الدراسية لعام إضافي، ويتم طردها بعد أن يكشف العميد تشوي والأستاذ ويلكس عن قيامها بمساعدة طلاب ومدارس أخرى على الغش الأكاديمي مقابل المال. تغادر ريري إلى مسقط رأسها في شيكاغو مرتدية بدلتها المدرعة الجديدة، وهي لا تزال تعاني من الحزن بعد مقتل صديقتها المقربة ناتالي واشنطن وزوج أمها غاري في حادث إطلاق نار. تشارك ريري شقيق ناتالي، زافير، رغبتها في أن يُنظر إلى موهبتها بجدية. لاحقًا، تتلقى عرضًا من جون للانضمام إلى عصابة ابن عمه باركر روبينز، المعروف بلقب "ذا هود". عندما تزور مخبأ روبينز، يختبر ولاءها من خلال حبسها داخل مصعد مملوء بالغاز، وتتمكن من النجاة بصعوبة. وعلى الرغم من رفضها المبدئي للمشاركة في ثلاث عمليات سطو قادمة، تقبل العرض عندما يعرض عليها روبينز تعويضًا ماليًا. في المنزل، تدخل في شجار مع والدتها روني بسبب الحزن الذي لم تتعامل معه بعد، فتؤكد لها الأخيرة أنها بحاجة إلى مواجهة مشاعرها. لاحقًا، وأثناء قيام ريري بعملية رسم خرائط دماغية لتطوير مساعد ذكاء اصطناعي (A.I.)، تؤدي مشاعر الحزن إلى خلق نسخة رقمية من ناتالي. |                                     |              |                               |                    |
| 2 | «هل يمكن لناتالي الحقيقية أن تنهض؟» | سام بيلي     | مالاري هوارد                  | 24 يونيو 2025      |
| تلتقي ريري ويليامز بأفراد عصابة "ذا هود"، الذين يخططون لتعطيل مشروع TNNL، الذي يسعى لتحويل أنفاق الشحن في شيكاغو إلى طريق سريع خاص، على حساب المجتمعات المحلية. تهدف العصابة إلى تخريب العرض التوضيحي للمشروع عبر إدخال فيروس رقمي والتفاوض لصالحهم. ومع ذلك، لا تكون بدلة ريري جاهزة للعمل، فتقترح ناتالي (المساعدة الذكية) التعامل مع تاجر أسلحة غير قانونية يُدعى جو ماكغيلكودي. تُفاجأ ريري عندما تُظهر ناتالي ذكرى حقيقية من صديقتها الراحلة ناتالي، ما يدفعها إلى تقييد الذكاء الاصطناعي بجهازها المحمول، قبل أن تصطحب البدلة إلى جو في منطقة إيفانستون. تُجبر ريري جو على أخذها إلى مخزنه السري، حيث يكشف لها أنه يحتفظ بتقنيات تعيده إلى ذكرى والده، الذي كان يؤمن بتصنيع الأسلحة، بينما يرى جو أن التكنولوجيا يمكن أن تخدم الإنسانية. يساعد جو في إتمام تطوير البدلة، في حين تنجح ناتالي في الهروب إلى أجهزة منزلية أخرى، وتلتقي خلال ذلك بوالدة ريري، روني. تنفذ العصابة عملية السطو على مشروع TNNL بنجاح نسبي، إلى أن يتعطل نظام البدلة بسبب ناتالي، مما يؤدي إلى إسقاط القرص الصلب الذي يحتوي على الفيروس. رغم ذلك، تتوصل ريري وناتالي إلى خطة بديلة تؤدي إلى إيقاف النظام، ويتمكن باركر روبينز من ابتزاز المديرة التنفيذية شايلا زاراتي لتوقيع عقد يُدرج العصابة ضمن كشوف رواتب المشروع. أثناء الهروب، تعترض ريري حارسًا أمنيًا قبل أن يعمد روبينز إلى إطلاق النار عليه، بينما تتعطل ناتالي المساعدة الذكية مجددًا بسبب تذكّرها موت ناتالي، وتعبر عن شكوكها المتزايدة تجاه قوى روبينز الغامضة. لاحقًا، تذهب ريري إلى حفلة موسيقية برفقة زافير، ثم تجري محادثة مع والدتها حول ناتالي، لكنها ترفض طلب روني بإنشاء ذكاء اصطناعي يُجسّد غاري، مؤكدة أنها لا تعرف أصل ناتالي الحقيقي. |                                     |              |                               |                    |
| 3 | «يحدق بنا الخطر يا فتاة»            | سام بيلي     | فرانشيسكا جايلس وجاكلين جايلس | 24 يونيو 2025      |
| تتدهور أجواء الاحتفال داخل العصابة بعد نجاح عمليتهم الأولى، حين تقوم ريري ويليامز وعضوة العصابة "كلون" بلمس عباءة باركر روبينز السحرية في غرفته، مما يدفع جون إلى توبيخهما بشدة. يصل روبينز لاحقًا ويعلن عن العملية الثانية التي تستهدف شركة التكنولوجيا الحيوية "هيرلوم"، التي تُتهم بإجبار المزارعين على ترك أعمالهم بسبب تقنياتها الزراعية المتطورة. تشارك ريري مشاعرها مع روبينز، معربة عن قلقها من أن مشاركتها في السرقات تجعلها شخصًا سيئًا. لكن روبينز يرد بأن تحقيق العظمة يتطلب أفعالًا مشكوكًا فيها أحيانًا، مشيرًا إلى عباءته السحرية كمصدر لقوته. تضغط ناتالي على ريري من أجل ترقية البدلة بحيث لا تبقى مقيدة بها، وتنجح في ذلك. يصل خبر وفاة رامبيج، أحد أعضاء العصابة السابقين، إلى ريري، فتقرر التحقيق في طبيعة عباءة روبينز. تلجأ إلى تصاميم جو الخاصة بـ"الجلد الحيوي" لإخفاء تقنياتها البايونيكية. تذهب إلى منزل جو وتكتشف أنه مصاب بعد تجربة أجراها على نفسه. أثناء بحثها عن أدوات إسعاف، تعثر على رماد أوباديا ستين، العدو السابق لتوني ستارك. يكشف جو عن اسمه الحقيقي، إزيكييل "زيك" ستين، ابن أوباديا، الذي لقي حتفه أثناء محاولته قتل ستارك. ويؤكد لويليامز أنه لا يرغب في أن يسلك طريق والده، ويشاركها قلقه بشأن مسارها. عندما يسألها عن سبب بناءها للبدلة، تشرح ريري أن زوج أمها الراحل غاري كان من المعجبين بستارك ويؤمن بأن الإصلاح بحد ذاته هدف نبيل، وهي تسعى لمتابعة تلك القيم. تقدم له الدعم العاطفي، فيُهديها الجلد الحيوي. خلال عملية السطو، تترك ريري ناتالي لتتحكم في البدلة بينما تتسلل هي نحو روبينز لقص جزء من عباءته، في الوقت الذي كان يفاوض فيه المدير التنفيذي هانتر ميسون، الذي يرفض التعاون. تُفعل أداة القص نظام الأمان، ما يؤدي إلى حالة طوارئ تطلق ثاني أكسيد الكربون. يقوم روبينز بقتل ميسون، ويقوم هو وناتالي بإنقاذ الطاقم. تصطدم ريري لاحقًا بجون، الذي يعتقد خطأً أنها قتلت روبينز، بعد أن رأى قطعة من عباءته بحوزتها، ويعترف بأنه قتل رامبيج. ينشب شجار بينهما، إلى أن تتدخل ناتالي لإنقاذ ريري، تاركة جون ليلقى حتفه. تصاب ريري بالذعر عندما تعود إلى المنزل وتدرك أنها تركت الجلد الحيوي في موقع موت جون، بينما يبدأ روبينز في التراجع عن دوره كـ"ذا هود" بعد حزنه، لكنه يتلقى رؤية تكشف له أن ريري كانت مسؤولة عن مقتل جون. |                                     |              |                               |                    |
| 4 | «سحر سيء»                           | أنجيلا بارنز | أمير سليمان                   | 1 يوليو 2025       |
| في ظل علمها بأن روبينز يلاحقها، تقوم ريـري بتحليل جزء القلنسوة الذي استعادته، لتكتشف أنه مصدر طاقة يستخدمه. في الأثناء، يُلقى القبض على زِيك بسبب تورطه في عملية السرقة التي نفذها الطاقم، بعدما كُشف عن تورطه عبر النسيج الحيوي الذي خلّفه وراءه، ما يجعله يشعر بالاستياء من ريـري. بدافع القلق على ابنتها ورغبة في مساعدتها، تصطحب روني ابنتها ريـري إلى متجر صديقتها مادلين ستانتون، وهي متدربة سابقة في كمار-تاج، وابنتها زِلما. تقوم عائلة ستانتون بفحص شظية القلنسوة، وتكتشف أنها تعود إلى بُعد مظلم يُرجّح أنه يؤثّر على روبينز، قبل أن تطلبا من ريـري وروني مغادرة المتجر على الفور. تعبر روني عن إحباطها من كون ريـري لا تنفتح عليها عاطفيًا، ما يدفع الأخيرة إلى مغادرة المكان بعد مشادة كلامية. وفي ظل شعورها بالإحباط من تعثر محاولاتها في إصلاح البدلة، تلتقي ريـري بصديقها كزافييه، الذي يُصدم حين يكتشف أن الذكاء الاصطناعي "ناتالي" يُجسّد صورة شقيقته الراحلة. تشعر "ناتالي" بالإهانة وتنسحب عندما تُفكّر ريـري في حذفها بناءً على طلب كزافييه. في المقابل، يقوم روبينز بتهريب زِيك من السجن لتجنيده كبديل عن ريـري، ويعاونه الطاقم على زراعة تعزيزات آلية في جسده، غير أن سلَاغ يضع نظامًا خفيًا يمنح روبينز السيطرة عليه. بعد ذلك، يُرسل روبينز الطاقم لاغتيال ريـري، مُحمّلاً إياها مسؤولية موت جون. |                                     |              |                               |                    |
| 5 | «عطل كارما»                         | أنجيلا بارنز | كريستيان مارتينيز             | 1 يوليو 2025       |
| يتمكن "سلاغ" من الاستيلاء على الذكاء الاصطناعي "ناتالي" وبدلة ريـري. في الأثناء، تلتقي ريـري بـ"زِلما"، التي تعتقد أن القلنسوة تعود في أصلها إلى "دورمامو". يصل الطاقم لاغتيال ريـري، لكنها تتصدى لهم بعد أن تُرسل زِلما إلى مكان آمن. خلال مواجهتها مع "كلاون"، تكشف ريـري لها أن "روبينز" كان وراء مقتل "كلارك"، قبل أن تتدخل "ناتالي" لمساعدة ريـري على استعادة البدلة والفرار. ورغم ذلك، وبدافع من مرارتها، تقوم "ناتالي" بإيقاف تشغيل نفسها. تُهاجَم ريـري من قبل "زيك"، الذي أصبح مزوّدًا بزرعات آلية تُطلق شحنات كهربائية. يتمكّن من تفكيك بدلتها ويكاد يقتلها، لكنه يتراجع في اللحظة الأخيرة، ناصحًا إياها بمغادرة المدينة. تطلب ريـري العون من والدتها "روني"، التي تواجهها بسبب هوسها المفرط بالبدلة، فتُقرّ ريـري بأنها صنعت البدلة على أمل أن تساعد في إنقاذ "ناتالي" و"غاري" بعد مقتلهما. تتعاطف "روني" مع ابنتها، وتعود "ناتالي" للعمل، فيتّحد الثلاثي لبناء بدلة جديدة داخل مرآب "غاري" مستخدمين السيارة القديمة التي كانا يعملان عليها قبل وفاته. في هذه الأثناء، يكذب "زيك" و"كلاون" على "روبينز" مدّعين أن ريـري ماتت، ويرفض "زيك" عرض روبينز للانضمام الدائم إلى الطاقم. تُساعد "كلاون" الطاقم في الكشف عن تقرير تشريح مزوّر يعود إلى "كلارك"، فيواجهون "روبينز" ويتهمونه بقتله، ما يدفعه لطردهم جميعًا في لحظة غضب، وهو ما يتسبب في تفاقم الفساد الناتج عن القلنسوة داخل جسده، حيث تبدأ عروق سوداء بالانتشار. في تطور موازٍ، يُجبر "باركر" زِيك على مساعدته في اقتحام منزل والده "آرثر روبينز"، الرئيس التنفيذي لشركة "آرتووركس" والمساهم المسيطر في جميع الشركات التي استهدفها الطاقم سابقًا. يرفض "آرثر" في البداية توقيع العقود، فيُواجهه "باركر" على خلفية تخليه عنه في الطفولة، ويجبره في النهاية على التوقيع. تتعاون ريـري مع "روني"، "ناتالي"، و"كزافييه" في تصميم البدلة الجديدة، بينما تتولى "زِلما" إضفاء تعزيزات سحرية عليها لتمنحها مقاومة ضد قوى "روبينز". إلا أن هذا الإجراء يُكلّفهم حذف "ناتالي" بشكل دائم. |                                     |              |                               |                    |
| 6 | «الماضي هو الماضي»                  | أنجيلا بارنز | تشيناكا هودج                  | 1 يوليو 2025       |
| قبل عدة سنوات، حاول "روبينز" سرقة قصر والده بمساعدة "جون"، قبل أن يفترقا بعد عملية الهروب. خلال فراره، التقى "روبينز" بشخص غامض يرتدي قلنسوة، وعده بمساعدته على تحقيق طموحاته في القوة، والاحترام، والثروة. وافق "روبينز" على الصفقة، ليصبح بذلك "ذا هود". في الوقت الحاضر، أصبح روبينز رئيسًا لإمبراطورية عائلته التجارية ومقيمًا في القصر نفسه، لكن رفيقه الوحيد هو "زيك"، الواقع تحت سيطرته التامة. في المقابل، وبعد فشلها في إعادة ابتكار الذكاء الاصطناعي "ناتالي"، ترفض ريـري نصائح أصدقائها وعائلتها، وتقرّر مواجهة روبينز مباشرة للحصول على إجابات من خلال قلنسوته. في هذه الأثناء، يلتقي "روبينز" مجددًا بذلك الرجل الغامض، ويتّهمه بعدم الوفاء بوعوده، لكن الرجل يرد بأنه منح روبينز ما كان يحتاجه. تصل ريـري إلى مقر "روبينز" وتواجه "زيك"، الذي يُبدي مقاومة مترددة قبل أن يسمح لها بضربه في موضع زر إعادة الضبط الموجود في جسده، ما يحرّره من سيطرة "روبينز". بعدها، تُواجه ريـري "روبينز" وتطالبه بالتخلّي عن القلنسوة، لكنه يُحذرها من عواقب ذلك، مشيرًا إلى أن الثمن قد لا يكون مستحقًا. تدخل المواجهة بينهما في صراع مباشر تنجح فيه ريـري في انتزاع القلنسوة منه، ما يتركه في حالة ألم وانهيار نفسي. وقبل مغادرتها، تلتقي ريـري بالرجل الغريب، الذي يعرّف نفسه باسم "ميفيستو". وبعد أن راقبها لفترة طويلة، يبدأ في استغلال حزنها على "ناتالي" ليُغريها بصفقة، فتوافق بشرط ألا يمسّ أيًا من أحبّائها. في وقت لاحق، تجد ريـري "ناتالي" وقد عادت إلى الحياة داخل المرآب، وتعانقها، لكنها تلاحظ آثار صفقة ميفيستو واضحة على بشرتها. في مشهد ما بعد الاعتمادات، يتوجّه "روبينز" إلى "زِلما" طالبًا مساعدتها بـ"مستوى ساحر أعلى". |                                     |              |                               |                    |

## الإصدار
عُرض مسلسل آيرون هارت لأول مرة على منصة ديزني+ بتاريخ 24 يونيو 2025، مع إطلاق أول ثلاث حلقات دفعة واحدة، وستليها الحلقات الثلاث المتبقية في 1 يوليو. في مراجعة نقدية لموقع "إنفيرس"، أعرب الكاتب جونستون عن خيبة أمله من سياسة إصدار الحلقات بشكل مجمّع نظرًا لقصر عددها، مشيرًا إلى أن "ديزني قد تكون تسعى للتخلص من المسلسل بأسرع وقت ممكن"، معربًا عن أمله في أن يكون الأمر مجرد "ميزة عرض غريبة ضمن جدول ديزني+".
كان من المقرر في الأصل أن يُعرض المسلسل أواخر عام 2023، غير أن التوقعات اعتبارًا من فبراير من ذلك العام أشارت إلى أن ظهوره في 2023 بات مستبعدًا، في ظل مراجعة ديزني واستوديوهات مارفل لاستراتيجيات إنتاج المحتوى. في مايو 2023، أُشير إلى نية طرحه في عام 2024، لكنه أُزيل من جدول الإصدارات الرسمي في سبتمبر 2023، نتيجة تأثر عمليات استكماله بإضرابات العمل التي شهدتها هوليوود خلال العام ذاته. وفي أكتوبر من العام نفسه، أظهرت وثيقة حقوق النشر الخاصة بالمسلسل أن تاريخ الإصدار المتوقع كان في 3 سبتمبر 2025. لكن في يونيو 2024، أُعلن رسميًا عن تاريخ الإصدار الفعلي في صيف 2025. يُعد آيرون هارت المسلسل الأخير ضمن المرحلة الخامسة من عالم مارفل السينمائي.

## الإستقبال
حصل المسلسل على تقييم إيجابي نسبته 86% على موقع تجميع المراجعات "روتن توميتوز" بناءً على 90 مراجعة نقدية، مع إجماع النقاد في الموقع على أن: «دومينيك ثورن تُشعل سماء عالم مارفل السينمائي بحضور كاريزمي وثقة لافتة، مما يجعل آيرون هارت عملًا جديرًا بالمشاهدة رغم اعتماده على القوالب التقليدية لنوعه». أما موقع "ميتاكريتيك"، الذي يعتمد على متوسط مرجّح، فقد منح المسلسل درجة 57 من أصل 100 بناءً على تقييم 23 ناقدًا، مشيرًا إلى أن التقييمات «مختلطة أو متوسطة».
من جانبه، منح بن ترافرز من موقع إندي واير المسلسل تقييم "B"، مشيرًا إلى أن «آيرون هارت، رغم افتقاره إلى الأدوات الكاملة لمعالجة الجوانب الأخلاقية التي يطرحها، إلا أنه يتبنى أسلوبًا يسهل على الجمهور التفاعل معه، ما يسمح بترسيخ بعض الدروس العامة». في حين منحت لوسي مانغان من صحيفة الغارديان تقييمًا بلغ 3 من 5، ووصفت المسلسل بأنها «سريع الإيقاع ومشحون بالحركة، وعلى غرار مس مارفل، فهو يستهدف بوضوح الفئة الأصغر سنًا من جمهور المعجبين، فيما يبدو أن صانعيه حريصون إلى حد الإفراط على عدم إتاحة ثانية واحدة للجمهور كي يشيح بصره عنه».
قبيل عرض الحلقات الثلاث الأولى، تعرّضت السلسلة لما يُعرف باسم "مراجعات القصف" على موقعي روتن توميتوز وقاعدة بيانات الافلام على الإنترنت، حيث سُجّل عدد كبير من التقييمات السلبية من الجمهور. وأشارت كيسي لوفينغ في تقرير نشره موقع ذا راب إلى أن هذا النوع من الهجمات بات شائعًا ضد أعمال عالم مارفل السينمائي التي تتصدر بطولتها نساء أو شخصيات من الأقليات العرقية أو مجتمع الميم.

## روابط خارجية
- الموقع الرسمي
- آيرون هارت على موقع IMDb (الإنجليزية)
- آيرون هارت على موقع ميتاكريتيك (الإنجليزية)
- آيرون هارت على موقع روتن توميتوز (الإنجليزية)
- آيرون هارت على موقع فيلمافينيتي (الإسبانية)
- آيرون هارت على موقع كينوبويسك (الروسية)
- آيرون هارت على موقع ألو سيني (الفرنسية)
- آيرون هارت على موقع قاعدة بيانات الفيلم (الإنجليزية)

لا توجد روابط لمواقع التواصل الاجتماعي.